# 호시도 신야
호시도 신야(일본어: 寶示戸 進哉, 1978년 10월 4일 ~ )는 일본의 전 축구 선수이다.

## 구단 경력
과거 주빌로 이와타, 방포레 고후에서 활동하였다.